# Nesozineus granosus
Nesozineus granosus là một loài bọ cánh cứng trong họ Cerambycidae.